# (28220) York
(28220) York (1998 YN12) – planetoida z grupy pasa głównego asteroid okrążająca Słońce w ciągu 4,01 lat w średniej odległości 2,52 j.a. Odkryta 28 grudnia 1998 roku.